# Гизульф II (герцог Беневенто)
Гизульф II (лат. Gisulf II, итал. Gisulfo II; умер в 749) — герцог Беневенто (743—749) из рода Гаузы, сын Ромуальда II и Ранигунды.

## Биография
О герцоге Беневенто Гизульфе II известно очень немного. Главная причина этого — недостаточное освещение раннесредневековой истории Беневенто в источниках.
После смерти Ромуальда II в 732 году власть в герцогстве захватил узурпатор Аделаис. Король лангобардов Лиутпранд в 733 году сместил Аделаиса, однако назначил герцогом Беневенто своего племянника Григория, поскольку Гизульф был ещё несовершеннолетним. Лиутпранд усыновил Гизульфа и забрал его к себе в Павию. Позже он организовал его брак со Скаунипергой.
В 743 году после убийства другого узурпатора, Годескалька, Лиутпранд назначил Гизульфа герцогом Беневенто. «Хроника монастыря Монтекассино» сообщает о передаче Гизульфом в собственность монастыря всех земель в его округе. «Вольтурнская хроника» (лат. Chronicon Vulturnense) также упоминает о сделанных им дарениях монастырю Сан-Винченцо-на-Волтурно.
После смерти Гизульфа в 749 году герцогство перешло к его несовершеннолетнему сыну Лиутпранду, а его вдова Скауниперга выполняла при нём функции регента.